# ذي شريقة (السدة)

تعديل مصدري - تعديل

ذي شريقة محلة تابعة لقرية مقولة، التابعة لعزلة الزعلاء بمديرية السدة إحدى مديريات محافظة إب في الجمهورية اليمنية.، بلغ تعداد سكانها 81 حسب تعداد اليمن لعام 2004.